# Алвин, Данило
Данило Фария Алвин (порт. Danilo Faria Alvim; 3 декабря 1920, Рио-де-Жанейро — 16 мая 1996, Рио-де-Жанейро) — бразильский футболист и тренер, играл на месте полузащитника. Лучший игрок в истории клуба «Васко да Гама». Его называли «Принц бразильского футбола».

## Биография
Данило Фария Алвин родился 3 декабря 1920 года в больнице района Роша в богатой семье риелтора Алсидио и его супруги Эдиты. Схватки начались когда семья была на вечеринке в богатом районе Рио-де-Жанейро Лапа, но Алсидио быстро довёз Эдиту до больницы.

### Игровая карьера
Данило Алвин начал карьеру в возрасте 19-ти лет в клубе «Америка» из родного города Рио-де-Жанейро. Он попал в основу клуба благодаря Флавио Косте, тренеру сборной Рио, который заметил мальчика на тренировочном поле на улице Кампо Селес, сказав, что тот, возможно, будет играть за сборную Рио. Но уже на следующий год он получил тяжелейшую травму: Данило, пытавшегося впрыгнуть в движущийся трамвай, сбила машина, и он получил 39 переломов, большинство которых пришлись на ноги. Но даже такая травма не остановила Данило, он лечился около 18-ти месяцев, а позже усиленно тренировался и в 1942 году вновь вышел на поле.
После нескольких матчей за «Америку», Алвин был отправлен в аренду клуб «Канто до Рио». Сменить команду Данило пришлось из-за прибывшего из США главного тренера клуба Жентил Кардозо, который не видел игрока в составе. В «Канто» начал показывать высокий класс игры. По возвращении в «Америку», Данило уже стал сильным футболистом. Он быстро стал лидером, и за ним начали «охоту» ведущие клубы штата.
В 1946 году Данило перешёл в клуб «Васко да Гама», заплатившим за трансфер футболиста 300 тыс. реалов и обязался сыграть 3 товарищеских матча с «Америкой». Первоначально его не видели центральным полузащитником, где Данило привык играть в «Америке». Он был поставлен на правый фланг полузащиты, но его манера игры, элегантные передачи и дриблинг вскори вынудили боссов команды перевести его в центр поля. Он стал частью знаменитого «Экспресса Виктории», так называли «Васко» середины 1940-х годов — начала 1950-х годов, выигравшую четыре титула чемпиона штата и один клубный чемпионат Южной Америки. А на следующий год у Алвина случилось ещё одна радость, он женился на девушке Селинде.
В 1954 году Данило перешёл в клуб «Ботафого», но сыграл там лишь 2 сезона. Уйдя из «Ботафого», Данило в качестве свободного агента перешёл в клуб «Убераба», где стал выполнять функции играющего тренера. Алвин сыграл за «Уберабу» 2 матча, последнюю игру он провёл против «Сан-Паулу», после которой принял решение «повесить бутсы на гвоздь». В 1957 году Алвин стал тем, ради кого Зизиньо перешёл завершать карьеру в «Уберабе».
В сборную Бразилии Данило выступал с 1945 по 1953 год. За национальную команду он провёл 27 игр (18 побед, 4 ничьи и 5 поражений) и забил в них 2 гола. Он был участником 4-х южноамериканских чемпионатов, в третьем из которых бразильцы стали лучшей командой континента. А в 1950 году поехал на чемпионат мира, проводившийся в Бразилии. После проигранного решающего матча Уругваю, Данило был одним из самых расстроенных игроков сборной, а его фотография, на которой он плачет — одним из символов финала.

### Тренерская карьера
После «Уберабы» Данило работал со многими командами, но самым большим успехом для него стала победа со сборной Боливии на чемпионате Южной Америки в 1963 году.
В 1968 году Данило возглавил клуб «Ремо» и в первый же сезон сделал команду чемпионом штата. А через год привёл команду к победе в турнире Севера Бразилии, в финале разгромив соперника «Ремо» со счётом 5:1 и 4:1. Перед сезоном 1970 года, Данило потребовал у клуба увеличения своей заработной платы — 10 тыс. крузейро за продление контракта, 2,5 тыс. ежемесячно, плюс оплата проживания самого Данило и его семьи. Клуб согласился с этими условиями, но «Ремо» не смог повторить успех прошлых лет, и тренер был уволен.
Умер Данило 16 мая 1996 года от воспаления лёгких в нищете и забвении в приюте для бездомных в Рио-де-Жанейро.

## Достижения

### Как игрок
- Чемпион штата Рио-де-Жанейро (4): 1947, 1949, 1950, 1952
- Обладатель кубка Рио-Бранко (2): 1947, 1950
- Чемпион Южной Америки среди клубов (1): 1948
- Чемпион Южной Америки (1): 1949
- Обладатель кубка Освалдо Круза (1): 1950

### Как тренер
- Чемпион Южной Америки (1): 1963
- Чемпион штата Пара (1): 1968
- Чемпион Севера Бразилии (2): 1968, 1969